# Eucranaus reticulatus
Eucranaus reticulatus is een hooiwagen uit de familie Cranaidae.